# 夢月やみ
夢月 やみ（ゆめづき やみ、10月10日 - ）は日本の女性声優。福岡県出身。AG-promotion所属。主にアダルトゲームに声をあてている。

## 人物
物心ついた頃から本の音読や人前で発表することが好きであり、小学校高学年のときにアニメにのめり込んで以来、声優を意識するようになったという。また、小学校の授業の音読で登場人物を演じ分けてみたところ、周囲から褒められ、演じることの楽しさに目覚めた。なお、中学時代、全校集会にて大勢の生徒の前で話をした時に、その声の良さに周囲がざわついたというエピソードがある。アニメや漫画、ゲームなどのサブカルチャーの中でも、特に美少女ゲームを好み、美少女ゲーム声優を目指すようになった。なお、かつて家庭内で問題が起こり塞ぎ込んでいた時期に、美少女ゲームをプレイし、立ち直る切っ掛けを得たことが美少女ゲームにこだわる理由の原点になっている。そのため、昔自分が美少女ゲームに救われたように、自分の声で誰かを救いたい、という思いがある。
2015年度AG-promotion養成プログラム特待生となり、同年５月にはキャララガールズとしての活動を開始。また、他のキャララガールズと同様、美少女ゲーム声優としては珍しい、顔出し可能な女性声優であり、『美少女ゲームフェア キャララ』などのイベントでも積極的に活動。
その後MCを担当していたキャララBSステーション最終回にて翌週のキャララをもってキャララガールズからの卒業が発表された。
好きな声優には、事務所の先輩でもある花澤さくらの名前を挙げており、彼女の出演作『オタサーの姫に告られた結果wwwww』をプレイ後、感想入りのファンレターを送っている。所属事務所にAG-promotionを選んだのも、彼女に憧れてのことだという。
芸名の苗字は友人と相談して決めた。二次元のキャラクターからとっており、『夢月（ゆめづき）』は東方の『夢月（むげつ）』というキャラクターに由来している。また、名前についても別のキャラクターからとっている。本人曰く、「本名に近い」らしく、小学校の頃から『やみ』というあだ名で周囲から呼ばれていた。
学生時代の趣味は絵を描くことで、成人向け漫画も描いていた。なお、描いた作品をイベントに出展したこともある。中学時代は美術部所属。ただし、この時はそれほど絵を描いていなかったという。また、特技は書道で、準師範初等科の資格を持っている。加えて、もう１つの特技が亀甲縛り。中学時代に亀甲縛りの芸術的美しさに魅入られ、ぬいぐるみや人形を相手に練習し、これを習得した。
実は腐女子であり、男性同士の恋愛を描いた本、いわゆるBL本を自身の宝物として語ったことがある。好きなアニメは『School Days』で、小学生の頃に視聴し、大きな影響を受けたという。
WEBラジオ『はんなりバリカタ!』内で使用している「誰にだって…『闇がある！！』…夢の国からやって来た、お月見ガール！」というコール＆レスポンスはファンが考案した自己紹介。

## 出演作品
太字は主役・メインキャラクター

### PCゲーム
2016年
- Pure Marriage ～赤い糸物語 まどか編～（広原・D・セリカ）
- 私立 寝取り学院3 －続々・10人の彼氏持ち女子校生を“寝取って激イキ”させろ!－（千葉 未咲）
- スワッピングパーティー（立花 妃麻里）

2017年
- 貸し出し彼女、志織の“ネトラセ”報告 ―敏感女子校生と絶倫幼馴染み―（土坂 志織）
- 透けちゃって!! ～九死に一生を得て濃密セカンドライフ～（御園 立花）
- アオイロノート（山吹 玲央）
- Pure Marriage ～赤い糸物語 セリカ編～（広原・D・セリカ）
- ハーレムゲーム2 ～普通じゃない主人公がハーレムを築くファンタジー(?)～（アリス）
- 妻が身体を開く理由（麻宮 花菜）
- Pure Marriage ～赤い糸物語 さくら編～（広原・D・セリカ）

2018年
- Pure Marriage ～赤い糸物語 ハーレム編～（広原・Ｄ・セリカ）
- はーれむ村 ～童卒不可避！子種提供は村の掟です!!～（アイリ）
- まおてん（剣崎さん）

2019年
- きみはねCouples（鷹岡 聖夜子）
- 刃撫魅！～アタシが産みなおしてやんよ！～（織姫 萌桃香）
- 家神女房～恋する因幡は金髪うさぎ～（いなば）
- Little Sick Girls ～幼馴染の恋人～（AIRI）
- Little Sick Girls ～鏡の中のアイドル～（AIRI）

2020年
- 神様のしっぽ ～干支神さまたちの恩返し～（れいこ）
- ヤリサー彼女 ～清楚で優しい彼女はヤリサーの姫でした～（芳野 愛莉）
- メス堕ち! オレのネトリ棒で淫らに喘ぐ先輩&後輩妻2 ～ムッチリ肉厚の巨乳妻たちとのハメハメラブライフ～（丘崎 まひろ）

2021年
- 奪われた幼馴染み ～好きだった幼馴染みは他の男の婚約者〜（白良 姫茉莉）
- リリウム・ウェディングプラン（リリウム）
- 俺を見下すセレブ妻のドM願望 新感覚アニメーションノベル妻缶2（高峰 唯香）
- メスつまみ2 ～いじっぱり強気妻と清楚な気弱妻とのラブエロ性活～（涼森 深雪）
- 再構築物語 浮気した彼女を許したら（ネネ）

2022年
- 凛とした最愛妻は、人知れず淫乱ら妻へと堕ちて ～他の男を受け挿れ拡げられた濡れ穴は、もう俺のモノでは埋められない～(中居 絵美菜)
- 光翼戦姫エクスティアP パラレルエピソード1 魔法少女ぱすてるまりぃ☆彡（佐々原 沙織）
- 空の青と白と/瞬きの夏（桧ノ原 つぼみ）

2023年
- 画面から出てきた推しVtuberとHな同棲生活 ～庶民派吸血鬼お嬢様は契約したい～(佐藤・D・ルビィ)

2025年
- Vanilla Android -シコ猿DT大学生の俺と美少女アンドロイドがいろんなプレイでハメパコミッション!-(ミネルヴァ)

### 同人ゲーム
2016年
- 学園みんなの性処理係 ～ドスケベ奉仕委員会ぱこぱこ活動記録!～（岩清水 まいこ）

2017年
- トレジャーハンタークレア ～精液を集める冒険家～（クレア）
- 恋ニ、甘味ヲソエテ（庭坂 莉良）

2018年
- 寝取られ幼妻リアナ ～流されやすい最愛の幼妻のHな日常～ (ニア)
- 恋ニ、甘味ヲソエテ2（庭坂 莉良） 

2021年
- 寝取られ新妻モニカ ～ツンデレな奥さんのHなお仕事～（モニカ）

### 音声作品
- おやすみメイド☆年下メイドが僕が寝るまでHをやめない!【バイノーラル】(エル)[43]

### ソーシャルゲーム
- 戦国プロヴィデンス（瑠璃、お姉様、お兄様、三の丸殿）[44]

### CD
- 透けちゃって＆ここは夢だけで作られた世界 [45]
- 恋ニ、甘味ヲソエテ -音楽集-[42]
- Hな日本昔ばなし～稲葉の素兎～（いなば）[46]

### イベント
- 美少女ゲームフェア キャララ
  - キャララガールズ（2015年5月15日 - 2018年9月21日)
- 『10周年＋こいあま2発売お祝いすぺしゃる！』[47][48]
  - 司会進行 (2019年4月27日)

### インターネット番組
- ぷれキャララ！（2015年 - 2018年 、ニコニコ生放送）
- はんなりバリカタ!（2016年 - 、AG-promotion Radio Club）[49]
- キャララBSステーション MC - ※広深、姫乃木との持ち回りで担当（2016年 - 2018年[50] 、ニコニコ生放送）

### 歌
- 透けちゃって！（『透けちゃって!! ～九死に一生を得て濃密セカンドライフ～』OP）[45]
  - 歌：花澤さくら・夢月やみ・姫乃木つばさ・広深香菜
- ここは夢だけで作られた世界（『透けちゃって!! ～九死に一生を得て濃密セカンドライフ～』ED）[45]
  - 歌：夢月やみ・姫乃木つばさ・広深香菜・DJ KING
- Pure Marriage ～夢闇に浮かぶ三日月の揺り籠～（『Pure Marriage ～赤い糸物語 セリカ編～』OP）[23]
  - 歌：広原・D・セリカ（CV：夢月やみ）
- もっと甘い恋[42]
  - 歌：庭坂莉良（CV：夢月やみ）・汐ノ宮璃貝（CV：花澤さくら）
- Snow Canvas[42]
  - 歌：庭坂莉良（CV：夢月やみ）・汐ノ宮璃貝（CV：花澤さくら）